# Thecodontosaurus
Il tecodontosauro (gen. Thecodontosaurus) era un dinosauro molto primitivo vissuto nel Triassico superiore (Norico - Retico, circa 220 milioni di anni fa) nel territorio che è ora la Gran Bretagna.

## Un sauropodomorfo primitivo
Questo dinosauro, lungo circa due metri, è uno dei sauropodomorfi più primitivi. Le lunghe zampe dotate di artigli e il cranio lo fanno assomigliare a un teropode, e probabilmente il tecodontosauro era una forma onnivora. Il cranio e i denti sono di foggia particolarmente antiquata, ed è possibile che da questo animale derivino tutti i successivi sauropodomorfi, compresi i giganti del Giurassico come Diplodocus, Apatosaurus, Brontosaurus e Brachiosaurus. Il collo era lungo e serpentino mentre le zampe sembrerebbero essere state già predisposte per uno stile di vita semibipede.

## Confusione sui resti fossili
Thecodontosaurus antiquus è stato uno dei primi dinosauri ad essere descritti scientificamente: i suoi resti furono rinvenuti in depositi di fessura e vennero descritti nel 1836 da Riley e Stutchbury (il nome della specie fu però apposto da Morris nel 1843). Questi depositi permettono un'ottima conservazione degli esemplari e così il tecodontosauro è un animale piuttosto ben conosciuto, grazie anche ai molteplici ritrovamenti (almeno tredici individui). Si pensava che la maggior parte dei resti fosse andata distrutta con i bombardamenti della Seconda guerra mondiale, ma in realtà molti esemplari erano stati conservati presso altre istituzioni, e ora è in corso un'operazione di ristudio di tutto il materiale. T. antiquus potrebbe aver mostrato dimorfismo
Il cosiddetto "Agrosaurus" descritto da Harry Seeley nel 1891 e ritenuto essere il più antico esemplare di dinosauro australiano, è in realtà basato su resti frammentari mal catalogati, che in realtà provenivano dall'Inghilterra e appartenevano con ogni probabilità a T. antiquus.
Un'altra specie di Thecodontosaurus, T. caducus, è stata descritta nel 2003 da Adam Yates, anche se i resti sulla quale è basata erano stati rinvenuti nel Galles nel 1952. Questo esemplare è basato su uno scheletro incompleto del quale si è conservata solo la metà anteriore. Il cranio sembra avere reminiscenze di quello di Eoraptor, e potrebbe essere una specie più primitiva della specie tipo. Per questo, nel 2007 la specie è stata ascritta a un nuovo genere, Pantydraco.
Infine, sempre nel 2007 sono stati ridescritti i resti di un esemplare fossile attribuito a Thecodontosaurus e conservato presso l'università di Yale; questo esemplare, dalla particolare morfologia del braccio, è stato ridenominato Asylosaurus yalensis.